# Lago de Narèt
O Lago de Narèt é um lago artificial localizado em Val Sambuco, Ticino, na Suíça.
A sua superfície é de 0,86 km². Este lago está localizado no município de Lavizzara. A localizade mais próxima é Fusio.